# Mường Lang
Mường Lang là một xã thuộc huyện Phù Yên, tỉnh Sơn La, Việt Nam.
Xã có diện tích 54,77 km², dân số năm 1999 là 2.074 người, mật độ dân số đạt 38 người/km².
Xã nằm cách trung tâm huyện 35 km về phía Đông Bắc và phía Đông giáp với xã Tân Lang, phía Tây giáp với xã Mường Do, phía Nam giáp với xã Đồng Sơn của huyện Tân Sơn - Phú Thọ.